# ديك مانينغ
ديك مانينغ (بالإنجليزية: Dick Manning)‏ هو عازف بيانو وكاتب أغاني أمريكي، ولد في 12 يونيو 1912 في نيويورك في الولايات المتحدة، وتوفي في 11 أبريل 1991 في ماريتا في الولايات المتحدة.

## وصلات خارجية
- ديك مانينغ على موقع IMDb (الإنجليزية)
- ديك مانينغ على موقع ميوزك برينز (الإنجليزية)
- ديك مانينغ على موقع قاعدة بيانات برودواي على الإنترنت (الإنجليزية)
- ديك مانينغ على موقع أول ميوزيك (الإنجليزية)
- ديك مانينغ على موقع ديسكوغز (الإنجليزية)